# Равиця-Стара
Равиця-Стара (пол. Rawica Stara) — село в Польщі, у гміні Тчув Зволенського повіту Мазовецького воєводства.
Населення — 669 осіб (2011).
У 1975-1998 роках село належало до Радомського воєводства.

## Демографія
Демографічна структура станом на 31 березня 2011 року:
|          | Загалом | Допрацездатний вік | Працездатний вік | Постпрацездатний вік |
| -------- | ------- | ------------------ | ---------------- | -------------------- |
| Чоловіки | 367     | 107                | 231              | 29                   |
| Жінки    | 302     | 73                 | 181              | 48                   |
| Разом    | 669     | 180                | 412              | 77                   |